# Mutáció
A mutáció az örökítő anyag spontán, maradandó megváltozása, amelynek során új genetikai tulajdonság keletkezik. A Hugo De Vries által a múlt század elején bevezetett fogalmat ma szűkebb értelemben a génen belüli bázissorrend-változásra vonatkoztatjuk, tágabb értelemben azonban mutációnak tekinthető a kromoszóma-szerkezetben, ill. a kromoszómák számában bekövetkezett minden változás, ideértve a poliploidiát is.
A mutációk olyan öröklődő változások, amelyek a DNS-ben bekövetkező változások nyomán a szervezet jellemzőinek tartós és egyedi változását okozzák. Az élőlényekhez hasonlóan a vírusoknak is van genetikai anyaguk – dezoxiribonukleinsav (DNS) vagy ribonukleinsav (RNS) –, amelyek módosulhatnak replikációval, illetve a vírusok közötti géncserével (genetikai rekombináció).

## A mutációk fajtái

Különböző mutációtípusok

- Pontmutáció: A kromoszóma egy génjében pár nukleotidnál következik be változás.
- Kromoszómamutáció: A kromoszóma egyes részei mutálódnak. Ez lehet szerkezeti változás, például a kromoszómák törlődése (deléció), kicserélődése (transzlokáció), megduplázódása (duplikáció) stb. Másrészt lehet számbeli, melyen belül megkülönböztetünk poliploidiát (kromoszómaszám a normális egész számú többszöröse, például 6n-es banán) és aneuploidiát (csak egy kromoszómánál van eltérés, például ha embernél a 21. kromoszómából 3 van, ez a Down-szindróma). Ezek a mutációk szembetűnő változásokat okoznak, és szaporodásra képtelenné teszik az egyedet, hiszen a más kromoszómaszámú társai ivarsejtjével az ő ivarsejtje nem képes zigótát képezni.

A mutációk:
- Váratlanok – a mutáció ugrással, hirtelen alakul ki, a szervezet nem készül rá
- Nem irányítottak – a szervezet számára lehetnek előnyösek és károsak is, és sem nagyságuk, sem hatásuk nem jelezhető előre
- Tartósak – olyan változások, melyek öröklődnek, vagyis az utódnemzedékre átvivődnek
- Egyediek – mutációval korábban nem létező új allél, vagyis genotípus keletkezhet

## Befolyásoló tényezők
Mutáció általában külső hatásra következik be, ilyen lehet a magas hőmérséklet, toxikus anyagok és különféle ionizáló sugárzások.

## Klinikai vonatkozások
Mind a pontmutációk, mind a kromoszómaváltozások súlyos orvosi következményeket vonhatnak maguk után.
Pontmutációk:
- albinizmus: autoszomális recesszív öröklődésű betegség, melyet a bőrben, hajban stb. előforduló melanin nevű pigment részleges vagy teljes hiánya okoz.
- fenilketonuria: Egy enzimhiány (PAH, fenilalanin-hidroxiláz) okozta betegség, amelyben a fenil-alanin nevű aminosav nem tud tirozinná alakulni, így felhalmozódik, különböző ketontesteket képez és a vizeletben is jól kimutatható. Mentális retardációt okoz, illetve a gyermek a testi fejlődésben visszamarad, éppen ezért fontos a korai felismerés és a megfelelő, fenil-alanin-mentes diéta, mellyel a betegség jól kordában tartható.

Kromoszómamutációk (aneuploidiák):
- Down-szindróma: talán a legismertebb, leggyakoribb kromoszomális betegség. A 21. kromoszómából három van (autoszomális triszómia), mivel a petesejt (vagy a spermatocita) érésekor a meiózisban nem történt meg a kromoszómák szétválása, így nem két tisztán haploid ivarsejt egyesülésével jött létre a zigóta. 40 év feletti terhes nőnél fokozott a veszély, hogy gyermeke Down-kórban (vagy egyéb genetikai problémában) fog szenvedni. Jellemző tünet a szellemi visszamaradottság, a mandulavágású szem, a majomtenyér, normálnál nagyobb nyelv stb.
- Turner-szindróma: nőknél nemi kromoszómából csak egy van. (45,X0) Jellemző tünet: testi, lelki visszamaradottság, sterilitás, amenorrhea.

## Mutáció a kromoszómán belül
- Kiesés (deléció): ABCDE-FGH → ABD–FGH
- Duplázódás: ABCDE-FGH → ABCCDE–FGH
- Felcserélődés: ABCDE–FGH → ABGF–EDCH
- Transzlokáció ABCD EDGH —> ABGH EDCD
- Inverzió (megfordulás): ABCDEFH —> ABCDHFE

## Külső hivatkozások
- HIK Archiválva 2007. augusztus 25-i dátummal a Wayback Machine-ben
- Critical Biomass: A mutációkról